# La Vie que nous voulions
Pour plus de détails, voir Fiche technique et Distribution.
La Vie que nous voulions (Was wir wollten) est un film autrichien réalisé par Ulrike Kofler, sorti en 2020.

## Synopsis
Un couple passe ses vacances en Sardaigne. Essayant d'avoir un enfant, une tension s'installe avec la famille installée à côté de chez eux.

## Fiche technique
- Titre : La Vie que nous voulions
- Titre original : Was wir wollten
- Réalisation : Ulrike Kofler
- Scénario : Sandra Bohle, Ulrike Kofler, Marie Kreutzer et Peter Stamm
- Photographie : Robert Oberrainer
- Montage : Marie Kreutzer
- Production : Alexander Glehr et Johanna Scherz
- Société de production : Film AG Produktion, Netflix et Kino Produzioni
- Pays :  Autriche
- Genre : Drame
- Durée : 93 minutes
- Dates de sortie : 
  -  Autriche : 11 novembre 2020

## Distribution
- Lavinia Wilson : Alice
- Elyas M'Barek : Niklas
- Anna Unterberger : Christl
- Lukas Spisser : Romed
- Iva Höpperger : Denise
- Fedor Teyml : David
- Marta Manduca : Sabrina

## Distinctions
Le film a été nommé pour quatre Romy.